# Ditaxis pringlei
Ditaxis pringlei là một loài thực vật có hoa trong họ Đại kích. Loài này được (Greenm.) Pax & K.Hoffm. mô tả khoa học đầu tiên năm 1912.